# Jesper Grønkjær
Jesper Grønkjær (Godthåb, 12 agosto 1977) è un ex calciatore danese,  di ruolo ala sinistra.

## Carriera

### Club
Nato a Godthåb, in Groenlandia, e successivamente trasferitosi in Danimarca, nel 1995, dopo aver giocato in piccoli club della cittadina di Thisted, Grønkjær viene chiamato per andare a giocare in uno dei più forti club danesi, l'Aalborg, con cui vince un titolo nazionale nel 1995 e partecipa alla Champions League.
Viene così notato dall'Ajax, che lo acquista nel 1998. La sua presenza nei Paesi Bassi dura però poco, perché già nel 2000 passa al Chelsea, dove giocherà per quattro anni.
Nella stagione 2004-2005 gioca con il Birmingham City, che lo acquista dal Chelsea, e a gennaio viene ceduto all'Atlético Madrid. Anche qui rimane sei mesi, prima di trasferirsi, nell'estate successiva, allo Stoccarda. Nella stagione 2006-2007 torna in Danimarca, nel Copenaghen. Il 26 maggio 2011 annuncia il suo ritiro dal calcio giocato dopo aver disputato l'ultima partita di campionato contro l'Aalborg.

### Nazionale
Essendo la Groenlandia una dipendenza danese, Grønkjær ha sempre vestito la maglia bianco-rossa della Danimarca in Nazionale.
Ha disputato Euro 2000,
i Mondiali nippo-coreani 2002, Euro 2004 e i Mondiali sudafricani 2010; non era presente ai Mondiali di Germania 2006 a causa della mancata qualificazione della sua Nazionale. Il 27 giugno 2010 Grønkjær ha lasciato la nazionale.

## Statistiche

### Cronologia presenze e reti in nazionale
| Cronologia completa delle presenze e delle reti in nazionale ― Danimarca | Cronologia completa delle presenze e delle reti in nazionale ― Danimarca | Cronologia completa delle presenze e delle reti in nazionale ― Danimarca | Cronologia completa delle presenze e delle reti in nazionale ― Danimarca | Cronologia completa delle presenze e delle reti in nazionale ― Danimarca | Cronologia completa delle presenze e delle reti in nazionale ― Danimarca | Cronologia completa delle presenze e delle reti in nazionale ― Danimarca | Cronologia completa delle presenze e delle reti in nazionale ― Danimarca |
| Data                                                                     | Città                                                                    | In casa                                                                  | Risultato                                                                | Ospiti                                                                   | Competizione                                                             | Reti                                                                     | Note                                                                     |
| ------------------------------------------------------------------------ | ------------------------------------------------------------------------ | ------------------------------------------------------------------------ | ------------------------------------------------------------------------ | ------------------------------------------------------------------------ | ------------------------------------------------------------------------ | ------------------------------------------------------------------------ | ------------------------------------------------------------------------ |
| 27-3-1999                                                                | Copenaghen                                                               | Danimarca                                                                | 1 – 2                                                                    | Italia                                                                   | Qual. Euro 2000                                                          | -                                                                        | 55’                                                                      |
| 28-4-1999                                                                | Copenaghen                                                               | Danimarca                                                                | 1 – 1                                                                    | Sudafrica                                                                | Amichevole                                                               | -                                                                        | 78’                                                                      |
| 5-6-1999                                                                 | Copenaghen                                                               | Danimarca                                                                | 1 – 0                                                                    | Bielorussia                                                              | Qual. Euro 2000                                                          | -                                                                        |                                                                          |
| 9-6-1999                                                                 | Liverpool                                                                | Galles                                                                   | 0 – 2                                                                    | Danimarca                                                                | Qual. Euro 2000                                                          | -                                                                        |                                                                          |
| 13-11-1999                                                               | Tel Aviv                                                                 | Israele                                                                  | 0 – 5                                                                    | Danimarca                                                                | Qual. Euro 2000                                                          | -                                                                        | 12’                                                                      |
| 17-11-1999                                                               | Copenaghen                                                               | Danimarca                                                                | 3 – 0                                                                    | Israele                                                                  | Qual. Euro 2000                                                          | -                                                                        | 83’                                                                      |
| 29-3-2000                                                                | Leiria                                                                   | Portogallo                                                               | 2 – 1                                                                    | Danimarca                                                                | Amichevole                                                               | -                                                                        | 46’                                                                      |
| 26-4-2000                                                                | Copenaghen                                                               | Danimarca                                                                | 0 – 1                                                                    | Svezia                                                                   | Amichevole                                                               | -                                                                        |                                                                          |
| 3-6-2000                                                                 | Odense                                                                   | Danimarca                                                                | 2 – 2                                                                    | Belgio                                                                   | Amichevole                                                               | -                                                                        |                                                                          |
| 11-6-2000                                                                | Bruges                                                                   | Francia                                                                  | 3 – 0                                                                    | Danimarca                                                                | Euro 2000 - 1º turno                                                     | -                                                                        |                                                                          |
| 16-6-2000                                                                | Rotterdam                                                                | Danimarca                                                                | 0 – 3                                                                    | Paesi Bassi                                                              | Euro 2000 - 1º turno                                                     | -                                                                        |                                                                          |
| 21-6-2000                                                                | Liegi                                                                    | Rep. Ceca                                                                | 2 – 0                                                                    | Danimarca                                                                | Euro 2000 - 1º turno                                                     | -                                                                        | 22’                                                                      |
| 7-10-2000                                                                | Belfast                                                                  | Irlanda del Nord                                                         | 1 – 1                                                                    | Danimarca                                                                | Qual. Mondiali 2002                                                      | -                                                                        | 65’                                                                      |
| 11-10-2000                                                               | Copenaghen                                                               | Danimarca                                                                | 1 – 1                                                                    | Bulgaria                                                                 | Qual. Mondiali 2002                                                      | -                                                                        | 57’                                                                      |
| 24-3-2001                                                                | Ta' Qali                                                                 | Malta                                                                    | 0 – 5                                                                    | Danimarca                                                                | Qual. Mondiali 2002                                                      | -                                                                        |                                                                          |
| 28-3-2001                                                                | Praga                                                                    | Rep. Ceca                                                                | 0 – 0                                                                    | Danimarca                                                                | Qual. Mondiali 2002                                                      | -                                                                        | 15’ 46’                                                                  |
| 25-4-2001                                                                | Copenaghen                                                               | Danimarca                                                                | 3 – 0                                                                    | Slovenia                                                                 | Amichevole                                                               | 1                                                                        | 83’                                                                      |
| 2-6-2001                                                                 | Copenaghen                                                               | Danimarca                                                                | 2 – 1                                                                    | Rep. Ceca                                                                | Qual. Mondiali 2002                                                      | -                                                                        | 74’                                                                      |
| 6-6-2001                                                                 | Copenaghen                                                               | Danimarca                                                                | 2 – 1                                                                    | Malta                                                                    | Qual. Mondiali 2002                                                      | -                                                                        | 61’                                                                      |
| 15-8-2001                                                                | Nantes                                                                   | Francia                                                                  | 1 – 0                                                                    | Danimarca                                                                | Amichevole                                                               | -                                                                        | 81’                                                                      |
| 1-9-2001                                                                 | Copenaghen                                                               | Danimarca                                                                | 1 – 1                                                                    | Irlanda del Nord                                                         | Qual. Mondiali 2002                                                      | -                                                                        |                                                                          |
| 5-9-2001                                                                 | Sofia                                                                    | Bulgaria                                                                 | 0 – 2                                                                    | Danimarca                                                                | Qual. Mondiali 2002                                                      | -                                                                        | 74’                                                                      |
| 27-3-2002                                                                | Dublino                                                                  | Irlanda                                                                  | 3 – 0                                                                    | Danimarca                                                                | Amichevole                                                               | -                                                                        |                                                                          |
| 17-4-2002                                                                | Copenaghen                                                               | Danimarca                                                                | 3 – 1                                                                    | Israele                                                                  | Amichevole                                                               | -                                                                        | 46’                                                                      |
| 17-5-2002                                                                | Copenaghen                                                               | Danimarca                                                                | 2 – 1                                                                    | Camerun                                                                  | Amichevole                                                               | -                                                                        | 46’                                                                      |
| 26-5-2002                                                                | Wakayama                                                                 | Danimarca                                                                | 2 – 1                                                                    | Tunisia                                                                  | Amichevole                                                               | 1                                                                        |                                                                          |
| 1-6-2002                                                                 | Ulsan                                                                    | Uruguay                                                                  | 1 – 2                                                                    | Danimarca                                                                | Mondiali 2002 - 1º turno                                                 | -                                                                        | 70’                                                                      |
| 6-6-2002                                                                 | Taegu                                                                    | Danimarca                                                                | 1 – 1                                                                    | Senegal                                                                  | Mondiali 2002 - 1º turno                                                 | -                                                                        | 70’                                                                      |
| 11-6-2002                                                                | Incheon                                                                  | Danimarca                                                                | 2 – 0                                                                    | Francia                                                                  | Mondiali 2002 - 1º turno                                                 | -                                                                        | 46’                                                                      |
| 15-6-2002                                                                | Niigata                                                                  | Danimarca                                                                | 0 – 3                                                                    | Inghilterra                                                              | Mondiali 2002 - Ottavi di finale                                         | -                                                                        |                                                                          |
| 21-8-2002                                                                | Glasgow                                                                  | Scozia                                                                   | 1 – 0                                                                    | Danimarca                                                                | Amichevole                                                               | -                                                                        | 46’                                                                      |
| 7-9-2002                                                                 | Oslo                                                                     | Norvegia                                                                 | 2 – 2                                                                    | Danimarca                                                                | Qual. Euro 2004                                                          | -                                                                        | 70’                                                                      |
| 12-10-2002                                                               | Copenaghen                                                               | Danimarca                                                                | 2 – 0                                                                    | Lussemburgo                                                              | Qual. Euro 2004                                                          | -                                                                        | 67’                                                                      |
| 20-11-2002                                                               | Copenaghen                                                               | Danimarca                                                                | 2 – 0                                                                    | Polonia                                                                  | Amichevole                                                               | -                                                                        | 46’                                                                      |
| 12-2-2003                                                                | Il Cairo                                                                 | Egitto                                                                   | 1 – 4                                                                    | Danimarca                                                                | Amichevole                                                               | -                                                                        |                                                                          |
| 7-6-2003                                                                 | Copenaghen                                                               | Danimarca                                                                | 1 – 0                                                                    | Norvegia                                                                 | Qual. Euro 2004                                                          | 1                                                                        | 70’                                                                      |
| 11-6-2003                                                                | Lussemburgo                                                              | Lussemburgo                                                              | 0 – 2                                                                    | Danimarca                                                                | Qual. Euro 2004                                                          | -                                                                        | 63’                                                                      |
| 20-8-2003                                                                | Copenaghen                                                               | Danimarca                                                                | 1 – 1                                                                    | Finlandia                                                                | Amichevole                                                               | 1                                                                        | 46’                                                                      |
| 10-9-2003                                                                | Copenaghen                                                               | Danimarca                                                                | 2 – 2                                                                    | Romania                                                                  | Qual. Euro 2004                                                          | -                                                                        | 72’ 80’                                                                  |
| 11-10-2003                                                               | Sarajevo                                                                 | Bosnia ed Erzegovina                                                     | 1 – 1                                                                    | Danimarca                                                                | Qual. Euro 2004                                                          | -                                                                        | 85’                                                                      |
| 16-11-2003                                                               | Manchester                                                               | Inghilterra                                                              | 2 – 3                                                                    | Danimarca                                                                | Amichevole                                                               | -                                                                        | 62’                                                                      |
| 18-2-2004                                                                | Adana                                                                    | Turchia                                                                  | 0 – 1                                                                    | Danimarca                                                                | Amichevole                                                               | -                                                                        | 63’                                                                      |
| 31-3-2004                                                                | Gijón                                                                    | Spagna                                                                   | 2 – 0                                                                    | Danimarca                                                                | Amichevole                                                               | -                                                                        |                                                                          |
| 28-4-2004                                                                | Copenaghen                                                               | Danimarca                                                                | 1 – 0                                                                    | Scozia                                                                   | Amichevole                                                               | -                                                                        | 83’                                                                      |
| 30-5-2004                                                                | Tallinn                                                                  | Estonia                                                                  | 2 – 2                                                                    | Danimarca                                                                | Amichevole                                                               | -                                                                        | 84’                                                                      |
| 5-6-2004                                                                 | Copenaghen                                                               | Danimarca                                                                | 1 – 2                                                                    | Croazia                                                                  | Amichevole                                                               | -                                                                        | 82’                                                                      |
| 18-6-2004                                                                | Braga                                                                    | Danimarca                                                                | 2 – 0                                                                    | Bulgaria                                                                 | Euro 2004 - 1º turno                                                     | 1                                                                        | 23’                                                                      |
| 22-6-2004                                                                | Porto                                                                    | Danimarca                                                                | 2 – 2                                                                    | Svezia                                                                   | Euro 2004 - 1º turno                                                     | -                                                                        |                                                                          |
| 27-6-2004                                                                | Porto                                                                    | Rep. Ceca                                                                | 3 – 0                                                                    | Danimarca                                                                | Euro 2004 - Quarti di finale                                             | -                                                                        | 57’                                                                      |
| 18-8-2004                                                                | Poznań                                                                   | Polonia                                                                  | 1 – 5                                                                    | Danimarca                                                                | Amichevole                                                               | -                                                                        | 69’                                                                      |
| 4-9-2004                                                                 | Copenaghen                                                               | Danimarca                                                                | 1 – 1                                                                    | Ucraina                                                                  | Qual. Mondiali 2006                                                      | -                                                                        |                                                                          |
| 9-10-2004                                                                | Tirana                                                                   | Albania                                                                  | 0 – 2                                                                    | Danimarca                                                                | Qual. Mondiali 2006                                                      | -                                                                        | 78’                                                                      |
| 13-10-2004                                                               | Copenaghen                                                               | Danimarca                                                                | 1 – 1                                                                    | Turchia                                                                  | Qual. Mondiali 2006                                                      | -                                                                        | 32’                                                                      |
| 26-3-2005                                                                | Copenaghen                                                               | Danimarca                                                                | 3 – 0                                                                    | Kazakistan                                                               | Qual. Mondiali 2006                                                      | -                                                                        | 73’                                                                      |
| 30-3-2005                                                                | Kiev                                                                     | Ucraina                                                                  | 1 – 0                                                                    | Danimarca                                                                | Qual. Mondiali 2006                                                      | -                                                                        |                                                                          |
| 17-8-2005                                                                | Copenaghen                                                               | Danimarca                                                                | 4 – 1                                                                    | Inghilterra                                                              | Amichevole                                                               | -                                                                        | 46’                                                                      |
| 3-9-2005                                                                 | Istanbul                                                                 | Turchia                                                                  | 2 – 2                                                                    | Danimarca                                                                | Qual. Mondiali 2006                                                      | -                                                                        | 79’                                                                      |
| 8-10-2005                                                                | Copenaghen                                                               | Danimarca                                                                | 1 – 0                                                                    | Grecia                                                                   | Qual. Mondiali 2006                                                      | -                                                                        | 62’                                                                      |
| 1-3-2006                                                                 | Tel Aviv                                                                 | Israele                                                                  | 0 – 2                                                                    | Danimarca                                                                | Amichevole                                                               | -                                                                        | 78’                                                                      |
| 27-5-2006                                                                | Aarhus                                                                   | Danimarca                                                                | 1 – 1                                                                    | Paraguay                                                                 | Amichevole                                                               | -                                                                        | 72’                                                                      |
| 6-2-2007                                                                 | Londra                                                                   | Australia                                                                | 1 – 3                                                                    | Danimarca                                                                | Amichevole                                                               | -                                                                        | 46’                                                                      |
| 24-3-2007                                                                | Madrid                                                                   | Spagna                                                                   | 2 – 1                                                                    | Danimarca                                                                | Qual. Euro 2008                                                          | -                                                                        | 60’                                                                      |
| 28-3-2007                                                                | Duisburg                                                                 | Germania                                                                 | 0 – 1                                                                    | Danimarca                                                                | Amichevole                                                               | -                                                                        | 46’                                                                      |
| 2-6-2007                                                                 | Copenaghen                                                               | Danimarca                                                                | 0 – 3 tav                                                                | Svezia                                                                   | Qual. Euro 2008                                                          | -                                                                        | 63’                                                                      |
| 6-6-2007                                                                 | Riga                                                                     | Lettonia                                                                 | 0 – 2                                                                    | Danimarca                                                                | Qual. Euro 2008                                                          | -                                                                        |                                                                          |
| 22-8-2007                                                                | Århus                                                                    | Danimarca                                                                | 0 – 4                                                                    | Irlanda                                                                  | Amichevole                                                               | -                                                                        |                                                                          |
| 8-9-2007                                                                 | Stoccolma                                                                | Svezia                                                                   | 0 – 0                                                                    | Danimarca                                                                | Qual. Euro 2008                                                          | -                                                                        | 80’                                                                      |
| 12-9-2007                                                                | Århus                                                                    | Danimarca                                                                | 4 – 0                                                                    | Liechtenstein                                                            | Qual. Euro 2008                                                          | -                                                                        | 46’                                                                      |
| 13-10-2007                                                               | Århus                                                                    | Danimarca                                                                | 1 – 3                                                                    | Spagna                                                                   | Qual. Euro 2008                                                          | -                                                                        | 66’                                                                      |
| 17-10-2007                                                               | Copenaghen                                                               | Danimarca                                                                | 3 – 1                                                                    | Lettonia                                                                 | Qual. Euro 2008                                                          | -                                                                        | 71’                                                                      |
| 6-6-2009                                                                 | Solna                                                                    | Svezia                                                                   | 0 – 1                                                                    | Danimarca                                                                | Qual. Mondiali 2010                                                      | -                                                                        | 56’                                                                      |
| 12-8-2009                                                                | Brøndby                                                                  | Danimarca                                                                | 1 – 2                                                                    | Cile                                                                     | Amichevole                                                               | -                                                                        | 55’                                                                      |
| 5-9-2009                                                                 | Copenaghen                                                               | Danimarca                                                                | 1 – 1                                                                    | Portogallo                                                               | Qual. Mondiali 2010                                                      | -                                                                        | 89’                                                                      |
| 9-9-2009                                                                 | Tirana                                                                   | Albania                                                                  | 1 – 1                                                                    | Danimarca                                                                | Qual. Mondiali 2010                                                      | -                                                                        | 54’                                                                      |
| 14-11-2009                                                               | Esbjerg                                                                  | Danimarca                                                                | 0 – 0                                                                    | Corea del Sud                                                            | Amichevole                                                               | -                                                                        | 80’                                                                      |
| 18-11-2009                                                               | Aarhus                                                                   | Danimarca                                                                | 3 – 1                                                                    | Stati Uniti                                                              | Amichevole                                                               | -                                                                        | 46’                                                                      |
| 1-6-2010                                                                 | Johannesburg                                                             | Australia                                                                | 1 – 0                                                                    | Danimarca                                                                | Amichevole                                                               | -                                                                        | 62’                                                                      |
| 5-6-2010                                                                 | Atteridgeville                                                           | Sudafrica                                                                | 1 – 0                                                                    | Danimarca                                                                | Amichevole                                                               | -                                                                        |                                                                          |
| 14-6-2010                                                                | Johannesburg                                                             | Paesi Bassi                                                              | 2 – 0                                                                    | Danimarca                                                                | Mondiali 2010 - 1º turno                                                 | -                                                                        | 56’                                                                      |
| 19-6-2010                                                                | Pretoria                                                                 | Danimarca                                                                | 2 – 1                                                                    | Camerun                                                                  | Mondiali 2010 - 1º turno                                                 | -                                                                        | 67’                                                                      |
| Totale                                                                   |                                                                          | Presenze                                                                 | 80                                                                       |                                                                          | Reti                                                                     | 5                                                                        |                                                                          |

## Palmarès

### Club
- Coppa dei Paesi Bassi: 1

Ajax: 1998-1999
- Campionato danese: 4

Copenaghen: 2006-2007, 2008-2009, 2009-2010, 2010-2011
- Coppa di Danimarca: 1

Copenaghen: 2008-2009

### Individuale
- Calciatore danese Under-19 dell'anno: 1

1995
- Miglior calciatore della Superligaen: 1

2007